# Lionel Malamed
Lionel M. Malamed (New York, 15 novembre 1924 – Long Island, 17 settembre 1989) è stato un cestista statunitense, professionista nella BAA e nella ABL.